# Canon de 9,2 pouces BL Mk X
Le canon de 9,2 pouces BL Mk X (en anglais BL 9.2 inch Mk X gun) est un canon conçu par le Royaume-Uni à la fin du XIXe siècle. Il équipe à la fois les batteries côtières britanniques (ce en quoi il succède au Mk IX) et plusieurs navires de la Royal Navy, qui s'en servent durant la Première Guerre mondiale.
Environ seize exemplaires furent  montés sur plate-forme ferroviaire à partir de 1915, et furent mis au rebut peu après la Seconde Guerre mondiale.

## Conception
En janvier 1897, Vickers propose à l'Amirauté un nouveau canon de 9,2 pouces (234 mm), plus puissant que celui utilisé à ce moment-là, le Mk VIII (en). Les progrès réalisés par les constructeurs de l'époque (tel Krupp) au niveau des blindages, ainsi que la déception amenée par les performances du Mk VIII convainquent alors l'Amirauté que ce canon plus puissant lui est nécessaire ; elle pense en effet que des améliorations au niveau de la vitesse à la bouche et du chargement sont possibles. Ainsi, le modèle proposé par Vickers possède une vitesse à la bouche de 846 m/s, à comparer aux 715 m/s du Mk VIII. Armstrong Whitworth propose aussi des prototypes, mais ceux-ci sont rejetés.

## Caractéristiques
La version finale du canon de 9,2 pouces BL Mk X dispose ainsi d'une vitesse à la bouche de 839 m/s. Il mesure 442,35 pouces (1 124 cm) de longueur, pour un poids de 28,67 tonnes. La tourelle quant à elle pèse de 117 à 127 tonnes selon les modèles. Le canon peut tirer des munitions antiblindage et explosives à raison de 3 à 4 coups par minute. La version navale dispose d'une élévation maximale de 15° (30° pour les monitors), ce qui lui permet d'atteindre une distance de 14 170 mètres (20 120 mètres pour les monitors). Les batteries côtières quant à elles ont une portée de 26 700 mètres à un angle de 35°. Des « supercharges » sont utilisées par ces dernières durant la Seconde Guerre mondiale, qui augmentent la vitesse de sortie à la bouche à 875 m/s et permettent au canon d'atteindre une distance de 29 810 m à élévation maximale. La durée de vie du canon est de 125 coups avec la cordite standard, et passe à 450 coups avec l'utilisation de la nouvelle cordite MD.

## Utilisation

### Artillerie navale
Le canon de 9,2 pouces BL Mk X équipe la classe de cuirassés King Edward VII et les croiseurs cuirassés de la classe Drake à la classe Duke of Edinburgh. Il équipe aussi les monitors du M15 au M18 (en). Deux types de tourelles simples sont utilisés, les Mk V et Mk VS, d'une élévation maximale de 15°. Celles des monitors sont modifiées afin d'atteindre une élévation de 30°. Les Mk V disposent d'un blindage frontal de 6 pouces (152 mm), latéral de 3 pouces (76 mm), arrière de 4 pouces (102 mm) et celui du toit est épais de 2 pouces (51 mm). Les Mk VS disposent quant à elles d'un blindage frontal de 7,5 pouces (191 mm), latéral de 5,5 pouces (140 mm), arrière de 4,5 pouces (114 mm) et celui du toit est épais de 2 pouces (51 mm).
| Désignation | Utilisation                                                                                      |
| ----------- | ------------------------------------------------------------------------------------------------ |
| Mark V      | Classes de croiseurs cuirassés Cressy et Drake                                                   |
| Mark V mod. | Monitors M15 à M18 (en)                                                                          |
| Mark VS     | Classe de cuirassés King Edward VII, classes de croiseurs cuirassés Duke of Edinburgh et Warrior |

### Artillerie côtière
Le canon de 9,2 pouces BL Mk X devient le canon standard de l'armée britannique dans les batteries côtières dès sa mise en service, et il le reste jusqu'à la fin de la Seconde Guerre mondiale. Lors du désarmement des navires sus-nommés, les canons de ceux-ci sont récupérés afin d'équiper de nouvelles batteries. En 1956, lorsque le Canada et le Royaume-Uni démontent leurs installations, certains canons sont vendus à la Turquie et au Portugal. En 1998, plusieurs d'entre eux sont encore en service sur le « mur de l'Atlantique portugais ».